# Rajna
Rajna est un groupe français de néofolk. Le style musical mélange des nappes de synthétiseur, des instruments ethniques et une voix féminine éthérée (dite Heavenly voices) ; Rajna est souvent classé comme groupe gothique. 

## Histoire
Rajna est formé en 1997, composé de Gérard Chambellant, Fabrice Lefebvre et Jeanne Lefebvre. Influencé par les saveurs de la culture orientale, le groupe réalise trois albums. Le premier, intitulé Ishati enregistré entre 1997 et 1998 et publié en 1999 aux labels Prikosnovénie et Projekt Records. Il est suivi par Yahili (1999), et The Heady Wine of Praise (2001). Ishati est réédité pour l'Amérique du Nord le 15 mai 2001. Après la sortie The Heady Wine of Praise, et le départ de Gérard Chambellant, le groupe officie en duo, et sort The Door of Serenity en 2002, qui sera suivi par Hidden Temple, en février 2004. 
En 2005, Rajna s'investit dans un projet qui lui tient à cœur. En partenariat avec l'association La Maison des Himalayas, la totalité des royalties engendrées par les ventes de leur album anthologie Black Tears sera reversée à l'association pour la construction d'une école destinée aux enfants du Népal. En 2006, Rajna explore de nouveaux horizons et de nouveaux sons pour réaliser l'album de l'apaisement, Otherwise. À la suite d'une rencontre pendant l’été 2005 avec le musicien napolitain Francesco Banchini, ils entreprennent un projet de collaboration sous le nom de Khvarena. Une forte amitié engendre leur premier album, The Spirit Rises, en 2007. 
Fidèle à ses inspirations, Rajna utilise des instruments en provenance d’Inde, du Tibet, du Népal et d’ailleurs, et fait usage de la voix de Jeanne. Leur style musical rappelle beaucoup celui de Dead Can Dance ; ils reprennent d'ailleurs une de leurs pièces Cantara sur leur quatrième album The Heady Wine of Praise, et qui réapparait sur leur compilation Black Tears. En 2008 sort l'album Duality.
Le groupe signe avec label Equilibrium Music, et y publie l'album Offering en 2010,. Cet album est suivi trois ans plus tard, en 2013, par l'album auto-produit Babel.

## Membres

### Membres actuels
- Jeanne Lefebvre - chant
- Fabrice Lefebvre - instrumentation

### Ancien membre
- Gérard Chambellant

## Discographie
- 1998 : Iklesia (auto-production)
- 1999 : Ishati (Prikosnovénie)
- 1999 : Yahili (Holy Records)
- 2001 : The Heady Wine of Praise (Holy Records) - Cantara de Dead Can Dance
- 2002 : The Door of Serenity (Holy Records) - Tore Sensuous
- 2004 : Hidden Temple (Holy Records)
- 2005 : Black Tears (Compilation) (Holy Records)
- 2007 : Otherwise (collaboration sur un titre avec Brice Amo membre du groupe Omasphere)  (Holy Records)
- 2008 : Duality (collaboration avec Brice Amo membre du groupe Omasphere) (Holy Records)
- 2010 : Offering (Equilibrium Music)
- 2013 : Babel (auto-production)